# Biza crocea
Biza crocea är en insektsart som beskrevs av Walker 1858. Biza crocea ingår i släktet Biza och familjen dvärgstritar. Inga underarter finns listade i Catalogue of Life.